# Weight pulling
Weight pulling (også kaldet weightpull) er en hundesport. Weight pulling er en moderne variant af tidligere tiders "freighting", der var benævnelsen som det arbejde, som trækhunde udførte i Nordamerika under "guldfeberen", hvor terrænet ikke tillod brugen af heste som trækdyr. Sporten etableredes officielt i 1970'erne i USA. Sidenhen har sporten bredt sig til resten af verdenen. 
Ved Weight pulling-træning og konkurrence anvendes en specialkonstrueret sele til hunden. Ved weight pulling trækker hunden en en lastet vogn eller en slæde 4,8 meter (16 fod) fra start til mål. Underlaget kan være forskelligt. Trækket skal være gennemført indenfor et fastsat tidsrum. Den hund, der har kunnet trække mest har vundet. Der findes flere organisationer verden over, der hver især har forskellige konkurrenceregler. I Danmark arrangeres weight pulling af Dansk Weightpull klub under European Weight Pull Leagues (EWPL) reglement. 

## Kritik og dyrevelfærd
Sporten er blevet kritiseret fra flere sider. Kritikere mener, at sporten kan medføre skade på hunden.